# Ossimo
Ossimo (lombardul: Òsem) település Olaszországban, Lombardia régióban, Brescia megyében. Lakosainak száma 1458 fő (2023. január 1.). Ossimo Cividate Camuno, Malegno, Schilpario, Borno, Lozio és Piancogno községekkel határos.

## Népesség
A település lakossága az elmúlt években az alábbi módon változott:
| Lakosok száma | 1446 | 1440 | 1458 |
|               | 2017 | 2018 | 2023 |